# В лучшем мире (3-й сезон)
Третий сезон американского телесериала «В лучшем мире» премьера которого состоялась на канале NBC 27 сентября 2018 года, а заключительная серия сезона вышла 24 января 2019 года. Данный сезон состоит из тринадцати эпизодов.

## Сюжет
Элеанор Шелстроп просыпается в загробном мире под названием «Хорошее место». Здесь красивые зелёные луга застилает светом яркое солнце и обдувает приятный летний ветерок, да ещё проводник Майкл любезно объясняет прибывшим, что они умерли.
В Хорошее место люди попадают за хорошие поступки, однако, вспоминая свою прошлую жизнь, Элеанор понимает, что попала сюда по ошибке. Она вовсе не заслуживает райского уголка. Всё, что ей остаётся — соответствовать моральным качествам местных жителей и не выдавать свою истинную натуру.

## В ролях

### Основной состав
- Кристен Белл - Элеанор Шеллстроп
- Уильям Джексон Харпер - Чи́ди Анагони́
- Джамила Джамил - Таха́ни Аль-Джамиль
- Мэнни Хасинто - Джейсон Мендоса / «Джуа́ни»
- Д’Арси Карден — Джанет
- Тед Дэнсон — Майкл

## Эпизоды
| № общий | № в сезоне | Название                                                                               | Режиссёр            | Автор сценария              | Дата премьеры    | Произв. код | Зрители в США (млн) |
| ------- | ---------- | -------------------------------------------------------------------------------------- | ------------------- | --------------------------- | ---------------- | ----------- | ------------------- |
| 27      | 1          | «Все чудесно! Часть 1» «Everything Is Bonzer! Part 1»                                  | Дин Холлэнд         | Джен Статский & Майкл Шур   | 27 сентября 2018 | 301         | 3.13                |
| 28      | 2          | «Все чудесно! Часть 2» «Everything Is Bonzer! Part 2»                                  | Дин Холлэнд         | Джен Статский               | 27 сентября 2018 | 302         | 3.13                |
| 29      | 3          | «Умная компания» «The Brainy Bunch»                                                    | Джуд Вэн            | Дэн Шофилд                  | 4 октября 2018   | 303         | 2.96                |
| 30      | 4          | «Снегоочиститель» «The Snowplow»                                                       | Бет МакКарти-Миллер | Джо Манде                   | 11 октября 2018  | 304         | 2.71                |
| 31      | 5          | «Джереми Беарими» «Jeremy Bearimy»                                                     | Трент О’Доннелл     | Меган Амрам                 | 18 октября 2018  | 305         | 2.70                |
| 32      | 6          | «Баллада о домашнем осле» «The Ballad of Donkey Doug»                                  | Ребекка Эшер        | Мэтт Мюррей                 | 25 октября 2018  | 306         | 2.67                |
| 33      | 7          | «Раздробленное наследство» «A Fractured Inheritance»                                   | Бет МакКарти-Миллер | Кассия Миллер               | 1 ноября 2018    | 307         | 2.72                |
| 34      | 8          | «Наихудшее возможное использование свободы воли» «The Worst Possible Use of Free Will» | Клер Скэнлон        | Корд Джефферсон             | 8 ноября 2018    | 308         | 2.77                |
| 35      | 9          | «Не позволяй хорошей жизни пройти мимо тебя» «Don't Let the Good Life Pass You By»     | Дин Холлэнд         | Эндрю Лоу                   | 15 ноября 2018   | 309         | 2.69                |
| 36      | 10         | «Джанет(ы)» «Janet(s)»                                                                 | Морган Сэкетт       | Джош Сигал & Дилан Моран    | 6 декабря 2018   | 310         | 2.58                |
| 37      | 11         | «Книга собак» «The Book of Dougs»                                                      | Кен Уиттингем       | Кейт Герстен                | 10 января 2019   | 311         | 2.72                |
| 38      | 12         | «Чиди видит нож времени» «Chidi Sees the Time-Knife»                                   | Джуд Вэн            | Кристофер Энсел & Джо Манде | 17 января 2019   | 312         | 2.52                |
| 39      | 13         | «Столпотворение» «Pandemonium»                                                         | Майкл Шур           | Джен Статский & Меган Амрам | 24 января 2019   | 313         | 2.39                |

## Производство

### Разработка
21 ноября 2017 года телеканал NBC заказал в производство третий сезон сериала.